# Stepney Green (métro de Londres)
Pour les articles homonymes, voir Stepney (homonymie).
Stepney Green est une station des lignes : District line et Hammersmith & City line, du métro de Londres, en zone 2. Elle est située sur Mile End Road, à Stepney sur le territoire du Borough londonien de Tower Hamlets.

## Histoire
Elle fut ouverte en 1902 par la Whitechapel and Bow Railway et son électrification débuta trois ans plus tard. En 1923, elle passe sous le contrôle de la London, Midland and Scottish Railway, mais les services sont fournis par la District line. La Metropolitan line prend le relais en 1936.

## À proximité
- Stepney